# Ring of Fire
Ring of Fire – piosenka country autorstwa June Carter i Merle’a Kilgore’a, największy przebój Johnny’ego Casha, który nagrał ją 25 marca 1963. Utwór po raz pierwszy pojawił się na albumie Ring of Fire: The Best of Johnny Cash. Utwór przez siedem tygodni gościł na pierwszym miejscu amerykańskiej listy przebojów.
Pomimo raczej złowieszczo brzmiącego tytułu ("krąg ognia"), piosenka opowiada o miłości, June Carter opisuje w niej w jaki sposób zakochuje się w swoim przyszłym mężu Johnnym, targana wewnętrznymi sprzecznościami i wątpliwościami związanymi przede wszystkim z nałogiem alkoholowym i narkotykowym Casha.
Utwór został oryginalnie nagrany przez siostrę June Anitę Carter na jej albumie Ring of Fire (1962) gdzie ukazała się pod tytułem "(Love's) Ring of Fire" ("(Miłość to) Krąg ognia"). Po usłyszeniu tej piosenki Johnny Cash postanowił ją nagrać; powiedział Anicie, że poczeka 6 miesięcy i jeżeli w jej wersji utwór ten nie zostanie hitem, to sam go nagra w swojej wersji, co też zrobił w bardzo zmienionej postaci z akompaniamentem instrumentów dętych w stylu meksykańskim (pomysł takiej aranżacji podobno przyśnił mu się).
Cztery lata po nagraniu tego utworu June Carter i Johnny Cash wzięli ślub.
Utwór ten był także nagrany przez innych wykonawców takich jak Coldplay, Blondie, Wall of Voodoo, Frank Zappa, Social Distortion, Eric Burdon czy Acid Drinkers (na koncertowym DVD The Hand That Rocks the Coffin i na tribute-albumie Fishdick Zwei – The Dick Is Rising Again) oraz duet Waglewski-Maleńczuk na płycie Koledzy.
Ta piosenka była również wykorzystywana w ścieżkach dźwiękowych do filmów, min. w "Feeling Minnesota", "Whisper" i "Silent Hill".
Piosenka została wykorzystana w grze Guitar Hero 5.
W 2004 utwór został sklasyfikowany na 87. miejscu listy 500 utworów wszech czasów magazynu Rolling Stone.